# Новосёлки (Можайский район)
Новосёлки — деревня в сельском поселении Клементьевское Можайского района Московской области. До реформы 2006 года относилась к Павлищевскому сельскому округу. Численность постоянного населения по Всероссийской переписи 2010 года — 1 человек.
Деревня расположена на северо-востоке района, примерно в 12 км к северо-западу от Можайска, на суходоле — безлесной возвышенности, высота над уровнем моря 190 м. Ближайшие населённые пункты — Збышки на юго-западе и Топорово на юге.